# Жинкіна Наталія Вікторівна
Наталія Вікторівна Жинкіна (нар. 15 березня 1979, Луганськ) — українська дипломатка. Тимчасовий повірений у справах України у В'єтнамі (2019—2022).

## Життєпис
На дипломатичній службі в Міністерстві закордонних справ України працювала на посадах: консула Консульського відділу Посольства України в Республіці Сингапур, радника, першого секретаря, начальника Управління з питань міжнародного співробітництва проектів і програм; радник Посольства України у В'єтнамі, Тимчасовий повірений у справах України у В'єтнамі.